# Trirachys orientalis
Trirachys orientalis är en skalbaggsart som beskrevs av Hope 1841. Trirachys orientalis ingår i släktet Trirachys och familjen långhorningar.
Artens utbredningsområde är:
- Laos.
- Taiwan.

Inga underarter finns listade i Catalogue of Life.